# Guélengdeng
Guélengdeng (tiếng Ả Rập: جليندينغ) là trung tâm hành chính của tỉnh Mayo Lemie, vùng Mayo-Kebbi Est, miền tây nam Tchad.

## Dân số
Dân số thành phố theo năm:
| 1993  | 2009   |
| ----- | ------ |
| 8.379 | 16.320 |